# Símbols de Zapopan

Escut de Zapopan.

Els símbols de la ciutat de Zapopan són l'emblema representatiu d'aquest municipi de l'estat de Jalisco.

## Escut
L'escut de Zapopan està constituït pel glif prehispànic estilitzat que presenta el tall transversal d'un arbre de zapote, del nàhuatl "lloc de zapotes", al centre un animal amb una bandera vermella .Per timbre, una corona reial oberta.

## Bandera
La Bandera de Zapopan representa oficialment al municipi mexicà de Zapopan des del 2011. Consisteix en un rectangle dividit en dues franges horitzontals de mesures idèntiques, amb els colors en el següent ordre a partir del pal de la bandera: verd i or.